# 井上孝 (作家)
井上 孝（いのうえ たかし、1915年8月2日 - 2002年6月17日）は、日本の小説家。
山口県生まれ。早稲田大学仏文科卒業。『早稲田文学』に小説を発表し、1940年「ある市井人の一生」で芥川賞候補。戦後は『早稲田文学』の編集に携わりながら作家活動をおこなった。
2002年6月17日、肺炎のため山口県下関市の病院で死去。86歳没。

## 著書
- 苔の花花 大日本雄弁会講談社 1949 (新鋭文学選書)
- 東京0番地 筑摩書房 1955
- 筑紫飄風記 筑摩書房 1957
- 銀座0番地 和銅出版社 1958
- 火の民 筑摩書房 1958
- 夜を裏切る 光書房 1958
- 天国までは三哩 和同出版社 1959
- 不知火ものがたり 筑摩書房 1961
- 俺の会社だ! 日本経済新聞社 1978.2